# 25 Brygada Artylerii Haubic Ciężkich
25 Brygada Artylerii Haubic Ciężkich (25 BAHC) – związek taktyczny artylerii Wojska Polskiego.
Brygada została sformowana jesienią 1953 roku, w garnizonie Grudziądz, w składzie 6 Dywizji Artylerii Przełamania, według etatu Nr 4/98 o stanie 747 żołnierzy i 12 pracowników kontraktowych.
25 Brygada Artylerii Haubic została utworzona na bazie 73 pułku artylerii haubic oraz stanu osobowego i wyposażenia 103 pułku artylerii haubic bez jednego dywizjonu.
Jesienią 1956 roku brygada została dyslokowana do garnizonu Bartoszyce, włączona w skład 8 Dywizji Artylerii Przełamania i przeformowana w 25 Brygadę Artylerii Haubic Ciężkich.
Latem 1957 roku brygada została przeformowana w 102 pułk artylerii haubic.